# François Vitali

François Vitali (19. siječnja 1976.) francuski je nogometni sportski direktor i skaut, trenutno radi za hrvatski nogometni klub Hajduk.
Rodio se u Francuskoj 19. siječnja 1976. godine. Nogometni put započeo je u francuskom nogometnom klubu Lilleu 2003. godine. Obavljao je postepeno razne sportske dužnosti od voditelja skauta akademije, voditelja skauta prve momčadi do projekt menadžera i sportskog direktora kuba. Od 2011. djelovao je u belgijskom nogometnom klubu Royal Mouscron-Péruwelz, koji je filijala Lillea. Njegov najznačajniji uspjeh u Lilleu je prepoznavanje talenta belgijskog nogometaša Edena Hazarda, kojega je zapazio kada je Hazard imao 12 godina i na njegovu preporuku je došao u Lille te ostvario zapaženi uspjeh i kasnije rekordni transfer u engleski klub Chelsea.
Od 2017. godine bio je sportski direktor belgijskog kluba Cercle Bruggea, a nakon toga francuskog Troyesa. Od rujna 2024. postao je sportski direktor Hajduka.